# Condado de Rzeszów
Condado de Rzeszów (em alemão: powiat rzeszowski) é um powiat (condado) da Polónia, na voivodia de Subcarpácia. A sede do condado é a cidade de Rzeszów. Estende-se por uma área de 1218,8 km², com 172 941 habitantes, segundo os censos de 2005, com uma densidade 141,89 hab/km².

## Demografia
População (dados de 30 de Junho de 2005):
|          | Total   | Total | Mulheres | Mulheres | Homens  | Homens |
| -------- | ------- | ----- | -------- | -------- | ------- | ------ |
|          | pessoas | %     | pessoas  | %        | pessoas | %      |
| Total    | 172 941 | 100   | 87 906   | 50,8     | 85 035  | 49,2   |
| Cidades  | 20 428  | 100   | 10 488   | 51,3     | 9940    | 48,7   |
| Povoados | 152 513 | 100   | 77 418   | 50,8     | 75 095  | 49,2   |